# Alien Breed II: The Horror Continues
Alien Breed II: The Horror Continues è il seguito di Alien Breed, un videogioco sparatutto con visuale dall'alto sviluppato dal Team17. Il videogioco è stato sviluppato per computer Amiga e per la console Amiga CD32 nel 1993, come il predecessore il videogioco è ambientato in un lontano futuro e prende spunto dalla serie di film Alien. Il videogioco è stato sviluppato per i computer amiga basati su chip set ECS e ne venne sviluppata una versione per chip set AGA. Questo fu il primo videogioco sviluppato dal Team17 a utilizzare le potenzialità del nuovo chip set.
La versione per Amiga CD32 era inclusa come extra all'interno di Alien Breed: Tower Assault.